# Vesturbyggð
Vesturbyggð (kiejtése: ˈvɛstʏrˌpɪɣθ) önkormányzat Izland Nyugati fjordok régiójában, amely 1994. június 11-én jött létre Barðastrandarhreppur, Rauðasandshreppur, Bíldudalshreppur és Patrekshreppur egyesülésével.

## Testvérvárosok
Vesturbyggð 2018-ban minden testvérkapcsolatát megszüntette. A korábbi testvértelepülések:
- Nordfyns, Dánia
- Svelvik, Norvégia
- Vadstena, Svédország
- Naantali, Finnország

## Fordítás
- Ez a szócikk részben vagy egészben  a   Vesturbyggð című izlandi Wikipédia-szócikk ezen változatának fordításán alapul.  Az eredeti cikk szerkesztőit annak laptörténete sorolja fel. Ez a jelzés csupán a megfogalmazás eredetét és a szerzői jogokat jelzi, nem szolgál a cikkben szereplő információk forrásmegjelöléseként.
- Ez a szócikk részben vagy egészben  a   Vesturbyggð című angol Wikipédia-szócikk ezen változatának fordításán alapul.  Az eredeti cikk szerkesztőit annak laptörténete sorolja fel. Ez a jelzés csupán a megfogalmazás eredetét és a szerzői jogokat jelzi, nem szolgál a cikkben szereplő információk forrásmegjelöléseként.